# Taufbecken (Fitz-James)

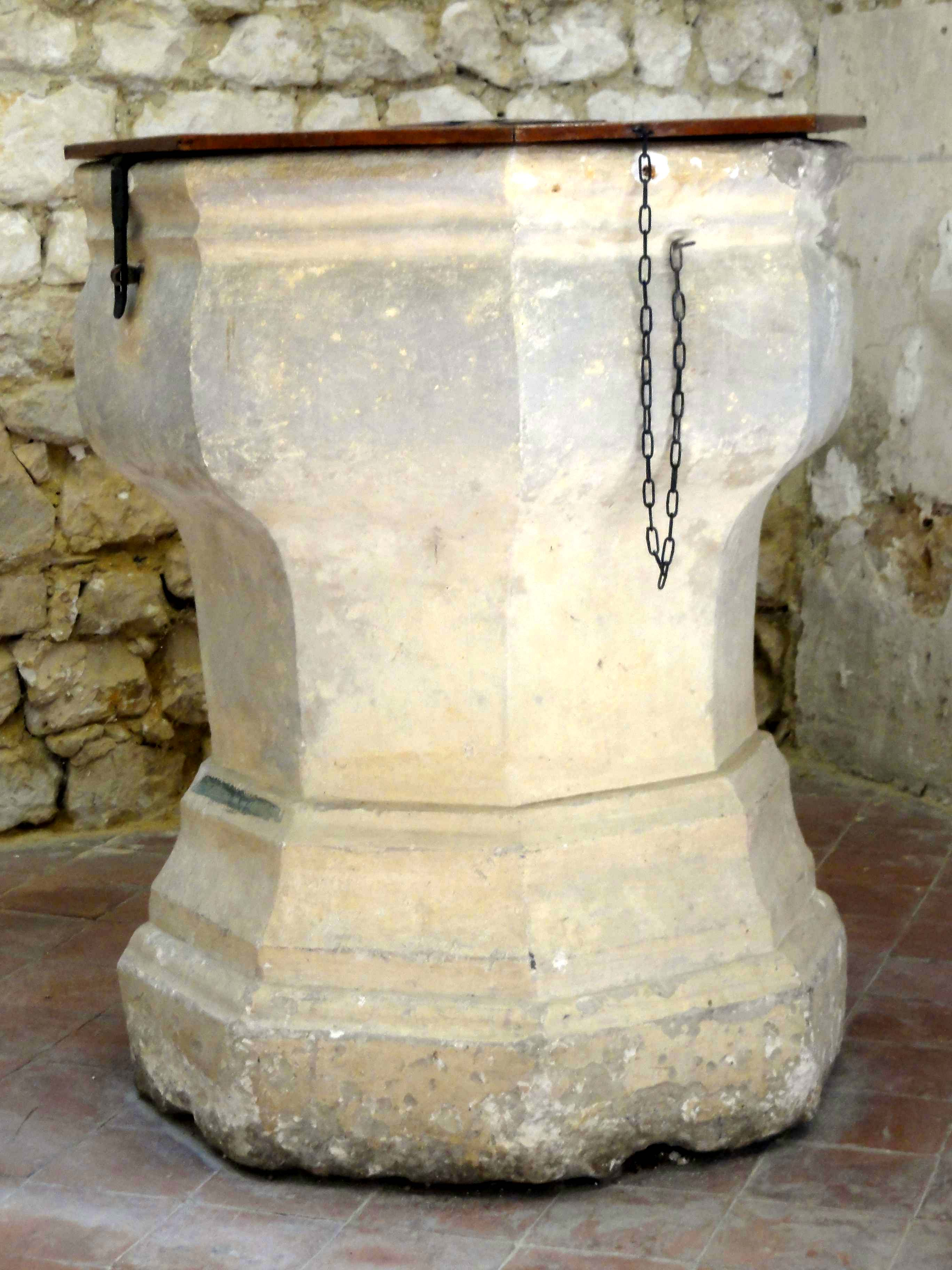
Taufbecken in Fitz-James

Das Taufbecken in der katholischen Pfarrkirche St-Pierre-St-Paul in Fitz-James, einer französischen Gemeinde im Département Oise in der Region Hauts-de-France, wurde Ende des 15. Jahrhunderts geschaffen. 
Im Jahr 1925 wurde das gotische Taufbecken als Monument historique in die Liste der geschützten Objekte (Base Palissy) in Frankreich aufgenommen.
Das 89 cm hohe Taufbecken aus Kalkstein wurde vermutlich aus einem Steinblock geschaffen. Sowohl der Sockel als auch das Becken sind achteckig. Der obere Rand ist profiliert.
Der Holzdeckel stammt aus neuerer Zeit.